# Vallensbæk Sogn
Vallensbæk Sogn er et sogn i Glostrup Provsti (Helsingør Stift). Sognet ligger i Vallensbæk Kommune og er det eneste sogn i kommunen; indtil Kommunalreformen i 1970 lå det i Smørum Herred (Københavns Amt). I Vallensbæk Sogn ligger Vallensbæk Kirke og Helligtrekongers Kirke.
I Vallensbæk Sogn findes flg. autoriserede stednavne:
- Vallensbæk (ejerlav)
- Vallensbæk Landsby (bebyggelse)
- Vallensbæk Strand (bebyggelse)